# Корвалис
Корвалис (на английски: Corvallis) е град в Западен Орегон в САЩ, разположен на река Уиламет. Намира се на юг-югозапад от Салем. Там е Щатският орегонски университет, основан през 1858. Населението на града е 57 961 жители (приблизителна оценка от 2017 г.). От 1857 Корвалис е град. Старото му име е Мерисвил, вероятно по името на близката река Мерис. От 1853 до наши дни името на града е Корвалис, което идва от латинския израз „cor vallis“ („сърцето на долината“). Тук е роден нобеловият лауреат и физик Карл Уиман.

## Побратимени градове
- Антофагаста, Чили